# Бийвъртън (град, Орегон)
Бийвъртън (на английски: Beaverton) е град в окръг Вашингтон, щата Орегон, САЩ. Бийвъртън е с население от 86205 жители (2008) и обща площ от 42,3 km². Намира се на 57,61 m надморска височина. ЗИП кодът му е 97000-97099, а телефонният му код е 503.

## Демография
Според американската общност:
- 76,1% – Бели (69,0% Испанци)
- 13,8% – Испанци или латино (от всяка раса)
- 12,6% – Азиатци
- 8,9% – Друга раса
- 3,1% – Черни или афроамериканци
- 2,5% – Индианци